# Watertoren (Naaldwijk)
De watertoren van Naaldwijk aan de Grote Woerdlaan is ontworpen door Hendrik Sangster en gebouwd in 1929-1930. De toren heeft een hoogte van 40,80 meter en heeft twee waterreservoirs met een inhoud van 320 en 280 m³. Sinds geruime tijd is de watertoren buiten gebruik en zijn er plannen om het monumentale bouwwerk, dat de status van rijksmonument heeft, voor bewoning geschikt te maken.
De toren heeft een zeer strakke, expressionistische baksteenarchitectuur. De niet-zichtbare dragende constructie is van beton en in tegenstelling tot de ronde vorm van de toren, vierkant. Het betonnen waterreservoir dat hierop rust is rond.

## Toekomstplannen
In 2017 ontstond discussie over plannen voor de bouw van een toren naast de watertoren zelf. Deze toren, in verbinding met de watertoren, zou ruimte bieden aan negen appartementen. De verbouwing wordt evenwel aangevochten.
Alblasserdam ·
Alphen aan den Rijn
(Hoorn ·
Prins Hendrikstraat) ·
Barendrecht ·
Bergambacht ·
Bodegraven ·
Boskoop ·
Boven-Hardinxveld ·
Brielle ·
Delft
(Wateringsevest ·
Stromingslaboratorium ·
Getijmodellaboratorium) ·
Den Haag ·
Dirksland ·
Dordrecht
(Villa Augustus · DuPont) ·
Dubbeldam ·
Gorinchem ·
Gouda ·
's Gravendeel ·
Hazerswoude-Rijndijk ·
Heinenoord ·
Hellevoetsluis ·
Hillegom ·
Hendrik-Ido-Ambacht ·
Katwijk ·
Klaaswaal ·
Krimpen aan de Lek ·
Kwintsheul ·
Leerdam
(1900 ·
1912 ·
1929) ·
Leiden ·
Loosduinen ·
Maassluis ·
Meije ·
Monster ·
Moordrecht ·
Naaldwijk ·
Nieuw-Lekkerland ·
Noordwijk ·
Oud-Beijerland ·
Ouderkerk aan den IJssel ·
Poeldijk ·
Rijsoord ·
Rijswijk
(Jaagpad ·
Sammersweg) ·
Roelofarendsveen ·
Rotterdam
(De Esch ·
Delfshaven ·
IJsselmonde ·
Mallegat ·
Europoort) ·
Sassenheim ·
Schoonhoven ·
Sliedrecht ·
Slikkerveer ·
Strijen ·
Vlaardingen 
(1885 ·
1895 ·
Nieuwe) ·
Voorburg ·
Voorschoten ·
Wassenaar ·
Zoetermeer ·
Zuidzijde ·
Zwijndrecht